# Трансфертный платёж
Трансфертный платёж (англ. transfer payment) — выплата правительством или  компанией  домохозяйству или компании денег (товаров, услуг), взамен которых плательщик непосредственно не получает товары или услуги.

## Определение
Согласно К.Р. Макконнеллу и С.Л. Брю трансфертный платёж — это выплата правительством или компанией домохозяйству или компании денег (товаров или услуг), взамен которых плательщик непосредственно не получает товары или услуги.
Ряд экономистов определяют государственный трансфертный платёж как безвозмездная выплата гражданам со стороны государства.

## Свойства трансфертных платежей
Согласно К.Р. Макконнеллу и С.Л. Брю государственные закупки и трансфертные платежи имеют различные влияния: 
- государственные закупки — «истощающая» форма деятельности, так как они напрямую потребляют ресурсы, а полученная в результате продукция составляет часть  внутреннего продукта;
- трансфертные платежи — «неистощающая» форма деятельности, так как сами они не поглощают ресурсы и не связаны с производством, то есть не входят в ВВП страны.

Государственные закупки перераспределяют ресурсы от частного к общественному потреблению товаров, а трансфертные платежи изменяют структуру производства товаров частного сектора. Последствия от государственного вмешательства в экономику в меньшей степени выражено при трансфертных платежах, чем в случае государственных закупках.
Несомненно Частные трансфертные платежи сильно влияют на ВВП

## Виды трансфертных платежей
Трансфертные платежи, перераспределяя покупательную способность между гражданами страны, состоят из следующих видов:
- для граждан: государственные пособия; пенсии; стипендии; дотации на квартирную плату; и другие.
- для предприятий: субсидии; налоговые льготы; премии; льготные займы; оплаты текущих расходов бюджетных организаций.